# Radosław Cierzniak
Radosław Cierzniak (* 24. April 1983 in Szamocin, Polen) ist ein polnischer Fußballspieler.

## Vereinskarriere
Radosław Cierzniak ist ein polnischer Torhüter. Sein erster Profiverein war der ukrainische Erstligist Wolyn Luzk, wo er jedoch in der Hinrunde der Saison 2002/03 nicht zum Einsatz kam und an den Ligakonkurrenten Karpaty Lwiw abgegeben wurde. Auch hier kam er zu keinen Einsatz und kehrte nach Polen zurück. Beim damaligen Zweitligisten Stomil Olsztyn konnte er erste Spielerfahrungen sammeln. Nach 13 Einsätzen in der 2. Liga kamen in der Saison 2003/04 noch 29 weitere für Aluminium Konin hinzu, bevor er 2004 vom Ekstraklasa-Klub Amica Wronki verpflichtet wurde. Hier war er Stammkeeper. Jedoch war er nach der Fusion von Amica Wronki und Lech Posen nur noch die Nr. 2 hinter Krzysztof Kotorowski und verließ den Verein am Saisonende in Richtung Korona Kielce. Hier waren seine Leistungen sehr schwankend, sodass er mal die Nr. 1, mal die Nr. 2 im Tor war. In Polen brachte er es auf 61 Einsätze in der Ekstraklasa und auf 74 Einsätze in der 2. Liga. Zur Rückrunde der Saison 2010/11 wechselte Cierzniak nach Zypern zu Alki Larnaka. Auf Zypern absolvierte er in eineinhalb Jahren 21 Ligaspiele, bevor er am 29. Februar 2012 einen Vertrag bis zum Saisonende 2011/12 beim polnischen Erstligisten KS Cracovia unterschrieb. Ab der Saison 2012/13 spielte Radosław Cierzniak in Schottland für Dundee United. Hier war er unangefochten die Nummer 1 im Tor und brachte es auf 112 Ligaspiele in der Scottish Premiership. Zur Saison 2015/2016 wechselte zurück nach Polen zu Wisła Krakau, wo er für 1 Saison unterschrieb. Auch bei den Krakauern war er die Nummer 1 im Tor, bevor bekannt wurde, dass Cierzniak nach der Saison zu Legia Warschau wechselt. Zuerst wurde er in die Reservemannschaft verbannt, bevor er dann schon zur Winterpause der Saison 2015/2016 an Legia verkauft wurde.

## Nationalmannschaft
Cierzniak ist Ex-U 21-Nationalspieler seines Landes und absolvierte am 7. Februar 2009 ein Länderspiel für die Polnische Fußballnationalmannschaft gegen Litauen (1:1).

## Erfolge
- Polnischer Meister 2016 mit Legia Warschau